# Suldal (Schiff)

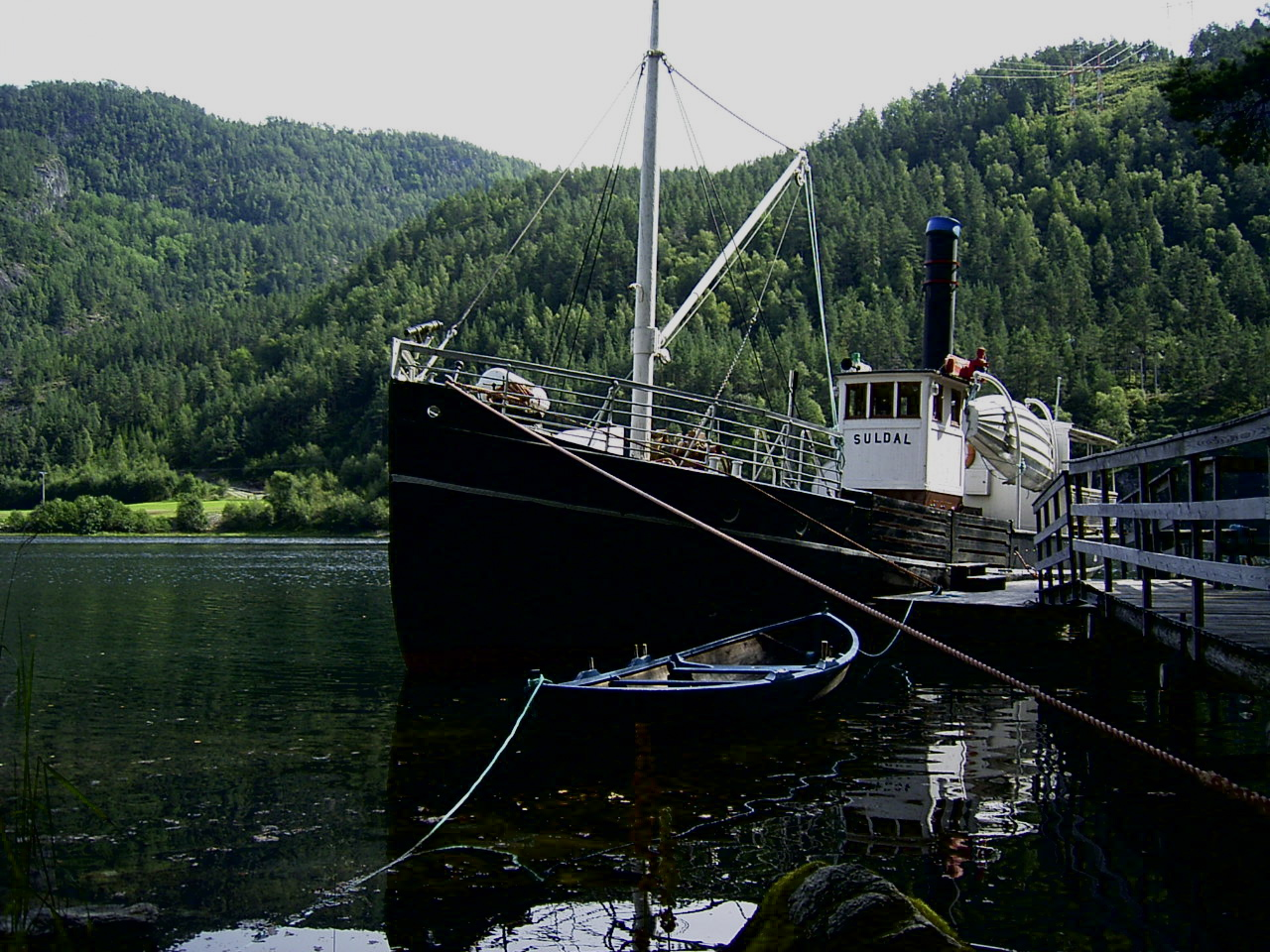
Das Schiff im Jahr 2005 am Anleger von Kolbeinstveit

Das Dampfschiff Suldal ist ein Museumsschiff in Norwegen, das in den Sommermonaten bei Suldal in der Fylke Rogaland für touristische Fahrten eingesetzt wird. 

## Geschichte
Das auch „Suldalsdampen“, also „Sultendampfer“ genannte Schiff wurde im Jahr 1884 auf der Werft  Støberi & Dok in Stavanger gebaut. Im Jahr 1953 ersetzte man die alte Dampfmaschine durch einen modernen Dieselmotor. Es wurde im Liniendienst als Passagierschiff auf der Route von Nesflaten nach Suldalsosen eingesetzt. Nachdem es in den 1980er Jahren als Ausflugsschiff ausgemustert worden war, diente es als Reserveschiff, bis es Mitte der 1990er Jahre nach einer umfassenden Renovierung wieder als Touristenattraktion vom Hafen Suldal für Ausflugsfahrten eingesetzt wurde. 
Eigentümerin ist heute ist die gemeinnützige Interessengemeinschaft Foreningen Suldalsdampen (Vereinigung Suldalsdampfer).